# Wi-Fi

Logoul Wi-Fi

Wi-Fi (pronunție în engleză [ˈwaɪfaɪ] și în română /wai fai/ sau /ui fi/) este numele comercial pentru tehnologiile construite pe baza standardelor de comunicație din familia IEEE 802.11 utilizate pentru realizarea de rețele locale de comunicație (LAN) fără fir (wireless, WLAN) la viteze echivalente cu cele ale rețelelor cu fir electric de tip Ethernet. Suportul pentru Wi-Fi este furnizat de diferite dispozitive hardware, și de aproape toate sistemele de operare moderne pentru calculatoarele personale (PC), rutere Wi-Fi, repetoare Wi-Fi, puncte de acces Wi-Fi, adaptoare Wi-Fi, telefoane mobile, console de jocuri și cele mai avansate televizoare.
Standardul IEEE 802.11 descrie protocoale de comunicație aflate la nivelul gazdă-rețea al Modelului TCP/IP, respectiv la nivelurile fizic și legătură de date ale Modelului OSI. Aceasta înseamnă că implementările IEEE 802.11 trebuie să primească pachete de la protocoalele de la nivelul rețea (IP) și să se ocupe cu transmiterea lor, evitând eventualele coliziuni cu alte stații care doresc să transmită.
802.11 face parte dintr-o familie de standarde pentru comunicațiile în rețele locale, elaborate de IEEE, și din care mai fac parte standarde pentru alte feluri de rețele, inclusiv standardul 802.3, pentru Ethernet. 
Cum Ethernet era din ce în ce mai popular la jumătatea anilor 1990, s-au depus eforturi ca noul standard să fie compatibil cu acesta, din punctul de vedere al transmiterii pachetelor.
Standardul a fost elaborat de IEEE în anii 1990, prima versiune a lui fiind definitivată în 1997. Acea versiune nu mai este folosită de implementatori, versiunile mai noi și îmbunătățite 802.11a/b/g fiind publicate între 1999 și 2001. Din 2004 se lucrează la o nouă versiune, intitulată 802.11n și care, deși nu a fost definitivată, este deja implementată de unii furnizori de echipamente.
Din punct de vedere al securității, IEEE și Wi-Fi Alliance recomandă utilizarea standardului de securitate 802.11i, respectiv a schemei WPA2. Alte tehnici simple de control al accesului la o rețea 802.11 sunt considerate nesigure, cum este și schema WEP, dependentă de un algoritm de criptare simetrică, RC4, nesigur.
Limitările standardului provin din mediul fără fir folosit, care face ca rețelele IEEE 802.11 să fie mai lente decât cele cablate, de exemplu Ethernet, dar și din folosirea benzii de frecvență de 2,4 GHz, împărțită în 12 canale care se suprapun parțial două câte două. Limitările date de consumul mare de energie, precum și de reglementările privind puterea electromagnetică emisă, nu permit arii de acoperire mai mari de câteva sute de metri, mobilitatea în cadrul acestor rețele fiind restrânsă. Cu toate acestea au apărut și unele tehnologii care permit legături fără fir bazate pe standardul 802.11 între două puncte fixe aflate la distanțe de ordinul sutelor de kilometri.

## Caracteristicile cheie ale diverselor versiuni
În tabelul de mai jos se prezintă diverse caracteristici ale IEE 802.11:
| Versiune Wi-Fi | Numele tehnic | Anul lansării | Frecvențe             | Lățimea canalelor benzii de 2.4GHz       | Lățimea canalelor benzii de 5GHz         | Lățimea canalelor benzii de 6GHz         | Rata maximă teoretică | Caracteristici cheie |
| -------------- | ------------- | ------------- | --------------------- | ---------------------------------------- | ---------------------------------------- | ---------------------------------------- | --------------------- | --- |
| Wi-Fi 8        | IEEE 802.11bn | 2028          |                       |                                          |                                          |                                          | Până la 100 Gbps      | |
| Wi-Fi 7        | IEEE 802.11be | 2024          | 2.4 GHz, 5 GHz, 6 GHz | 20 MHz, 40 MHz, 80 MHz, 160 MHz, 320 MHz | 20 MHz, 40 MHz, 80 MHz, 160 MHz, 320 MHz | 20 MHz, 40 MHz, 80 MHz, 160 MHz, 320 MHz | Până la 46 Gbps       | Suportă toate cele 3 benzi (2,4 GHz, 5 GHz și 6 GHz), utilizează o lățime de bandă de 320 MHz, o modulație de 4096-QAM și o tehnologie Multi-RU și Multi-Link.                                          |
| Wi-Fi 6E       | IEEE 802.11ax | 2020          | 2.4 GHz, 5 GHz, 6 GHz | 20 MHz, 40 MHz, 80 MHz, 160 MHz          | 20 MHz, 40 MHz, 80 MHz, 160 MHz          | 20 MHz, 40 MHz, 80 MHz, 160 MHz          | Până la 9.6 Gbps      | Extinde Wi-Fi 6 prin adăugarea unei benzi de 6 GHz, oferind o lățime de bandă suplimentară de 1200 MHz peste cei 500 MHz oferiți de 5 GHz. Suportă până la 14 canale de 80 MHz sau 7 canale de 160 MHz. |
| Wi-Fi 6        | IEEE 802.11ax | 2019          | 2.4 GHz, 5 GHz        | 20 MHz, 40 MHz, 80 MHz, 160 MHz          | 20 MHz, 40 MHz, 80 MHz, 160 MHz          | -                                        | Până la 9.6 Gbps      | Suportă toate caracteristicile Wi-Fi 5, adaugă îmbunătățiri pentru performanță în locuri aglomerate, suportă 1024-QAM, MIMO și MU-MIMO pentru viteze mai rapide.                                        |
| Wi-Fi 5        | IEEE 802.11ac | 2014          | 5 GHz                 | -                                        | 20 MHz, 40 MHz, 80 MHz, 160 MHz          | -                                        | Până la 3.5 Gbps      | Introduce suport pentru date care depășesc un gigabit, suport pentru beamforming, MU-MIMO, lățime de canal de 160 MHz și patru fluxuri spațiale.                                                        |
| Wi-Fi 4        | IEEE 802.11n  | 2009          | 2.4 GHz, 5 GHz        | 20 MHz, 40 MHz                           | 20 MHz, 40 MHz                           | -                                        | Până la 600 Mbps      | Primul standard care permite folosirea a două benzi de frecvențe radio: 2,4 GHz și 5 GHz, introduce MIMO (multiple-input-multiple-output).                                                              |
| Wi-Fi 3        | IEEE 802.11g  | 2003          | 2.4 GHz               | 20 MHz                                   | -                                        | -                                        | Până la 54 Mbps       | A fost adoptat pe scară largă, în timp ce Wi-Fi 2 a avut o prezență limitată în setările de afaceri. |
| Wi-Fi 2        | IEEE 802.11a  | 1999          | 5 GHz                 | -                                        | 20 MHz                                   | -                                        | Până la 54 Mbps       | A fost lansat în același timp cu Wi-Fi 3, dar a avut o prezență limitată în setările de afaceri. |
| Wi-Fi 1        | IEEE 802.11b  | 1999          | 2.4 GHz               | 22 MHz                                   | -                                        | -                                        | Până la 11 Mbps       | A fost adoptat pe scară largă, în timp ce Wi-Fi 2 a avut o prezență limitată în setările de afaceri. |

Notă: Ratele maxime teoretice sunt valori ideale și pot varia în funcție de condițiile de rețea, distanță și tipul de hardware folosit.

## Stiva de protocoale IEEE 802.11

### Nivelul fizic
| Protocoale Wi-Fi | Protocoale Wi-Fi | Protocoale Wi-Fi | Protocoale Wi-Fi | Protocoale Wi-Fi  | Protocoale Wi-Fi | Nivel OSI        | Nivel TCP/IP |
| LLC (802.2)      | LLC (802.2)      | LLC (802.2)      | LLC (802.2)      | LLC (802.2)       | LLC (802.2)      | Legătură de date | Gazdă– rețea |
| DCF CSMA/CA MAC  | DCF CSMA/CA MAC  | DCF CSMA/CA MAC  | PCF MAC          | PCF MAC           | PCF MAC          | Legătură de date | Gazdă– rețea |
|                  |                  |                  |                  |                   |                  | Legătură de date | Gazdă– rețea |
| Infraroșu        | FHSS             | DSSS             | OFDM (802.11a)   | HR-DSSS (802.11b) | 802.11g          | Fizic            | Gazdă– rețea |

Prima specificație IEEE 802.11, elaborată în 1997, permitea trei moduri principale de transmitere fără fir a biților. Prima dintre acestea era o tehnologie optică, cu transmitere în infraroșu, tehnologie similară cu cea folosită de telecomenzile diferitelor aparate electronice. Aceasta presupune însă limitarea ariei de acoperire a rețelei la încăperea în care este instalată, fapt ce poate fi văzut și ca avantaj din punctul de vedere al securității. Viteza oferită de această tehnologie este de maximum 1–2 Mbps.
Celelalte două tehnologii de transmisie sunt tehnologii radio în banda de 2,4 GHz, bandă ce nu necesită licențe de utilizare. Din cauza libertății de utilizare a acestei benzi, ea este folosită și de alte tehnologii, cum ar fi Bluetooth sau telefoanele fixe cordless, ceea ce poate cauza uneori interferențe, deși în general puterea de transmisie a tuturor acestor dispozitive este redusă.
Prima se numește FHSS (spectru împrăștiat cu salturi de frecvență), și, pentru a aloca eficient frecvențele din banda de 2,4 GHz, presupune schimbarea periodică a frecvenței de transmisie, în urma unor numere pseudoaleatoare generate de stațiile care comunică. Cealaltă tehnologie radio este DSSS (spectru împrăștiat cu secvență directă). Ambele oferă rate de transfer de maxim 1 sau 2 Mbps.
În 1999, IEEE a mai standardizat două modalități de transmisie, cu scopul de a mări ratele de transfer, și anume OFDM (multiplexare cu divizare în frecvențe ortogonale), o tehnică simiară cu CDMA, prin aceea că transmisia este prezentă simultan pe mai multe frecvențe; și HR-DSSS, modalitate similară spectrului împrăștiat cu secvență directă, dar cu o rată mai ridicată de transmitere a fragmentelor, în bandă mai îngustă. OFDM permite, teoretic, viteze de transmisie de până la 54 Mbps, și a fost standardizată sub denumirea IEEE 802.11a. HR-DSSS permite viteze de 1, 2, 5,5 sau 11 Mbps, între care poate schimba pe parcursul transmisiei. Standardul HR-DSSS a fost denumit IEEE 802.11b. În 2001, IEEE a publicat standardul 802.11g, o specificație ce combină banda îngustă a HR-DSSS cu tehnica de modulație OFDM.
Din 2004, IEEE are în lucru și standardul 802.11n, care deja a început să fie implementat de mai mulți producători de echipamente. Data așteptată a definitivării specificației este iunie 2010. Prin acest standard, la nivelul fizic se aduc tehnologiile MIMO și Channel Bonding. MIMO presupune folosirea de mai multe antene pentru a trata semnalele multicăi (unde ajunse la antenă pe alte căi decât de cea directă, prin reflexie, la momente de timp diferite de undele venite pe calea directă). MIMO profită de semnalele multicăi, folosind Space Division Multiplexing (SDM) și multiplexând semnalele în fluxuri spațiale. Fiecare flux spațial necesită la receptor și transmițător o antenă separată. Channel Bonding înseamnă folosirea a două canale separate, fiecare cu o lărgime de bandă de 20 MHz pentru transmisia datelor, dublând rata fizică de transfer. IEEE și-a propus, prin tehnologia 802.11n să ofere un standard ce poate furniza rate de transfer de 270 Mbps.

### Subnivelul accesului la mediu
Există două tehnici principale de acces la mediu în standardul 802.11. Una este funcția de coordonare distribuită (în engleză Distributed Control Function, DCF), prin care stațiile controlează fiecare propriul acces la mediu, similar Ethernetului,  constituind o rețea ad-hoc fără fir. Cealaltă metodă de control al accesului la mediu se numește funcție de coordonare punctuală (în engleză Point Coordination Function, PCF) și implică arbitrajul centralizat al accesului la mediu, cu ajutorul unei stații de bază.

#### Funcția de coordonare distribuită

Problema stației ascunse: A încearcă să transmită lui B în timp ce C transmite deja; A crede că nu va fi nicio coliziune. Problema stației expuse: B vrea să-i transmită lui A în timp ce C transmite altcuiva. B crede că va avea loc coliziune la A

S-a încercat ca modelarea nivelului legătură de date a standardului IEEE 802.11 să fie cât mai similară cu standardul 802.3 (Ethernet), deja familiar implementatorilor. Realizarea controlului accesului la mediu prin tehnica CSMA/CD de la Ethernet nu este însă posibilă, deoarece caracteristicile mediului sunt foarte diferite. La Ethernet, exista întotdeauna certitudinea că, odată transmis un semnal pe mediu (cablu), acesta ajunge la toate stațiile din domeniul de coliziuni. În cazul 802.11 mediul nu mai este însă cablul, ci eterul. Domeniul de coliziuni este aici mărginit de puterea de transmisie a emițătorului radio al stației care transmite și este influențat de poziția spațială a stațiilor, ducând la probleme ca stația ascunsă și stația expusă, probleme ce afectează funcționarea CSMA/CD.
Problema stației ascunse apare când o stație A transmite unei stații B în timp ce aceasta din urmă primește mesaje de la o altă stație C, aflată în afara ariei de acoperire a lui A. A nu recepționează semnalul trimis de C, deci nu poate detecta coliziunea în caz de transmisie pe aceeași frecvență. Similar, problema stației expuse apare în exemplul de mai sus dacă B vrea să-i transmită lui A, ascultă canalul și constată că în acel moment transmite C, dar A și C nu se văd una pe cealaltă și la destinație nu ar fi nicio coliziune. Din aceste motive, CSMA/CD nu este utilizabil în contextul rețelelor fără fir.
Cum coliziunile sunt foarte greu de detectat, IEEE a recurs la o altă strategie de control al accesului la mediu, și anume CSMA cu evitarea coliziunilor (în engleză CSMA with collision avoidance, CSMA/CA). Cum canalul trebuie să fie liber și la transmițător și la destinatar, transmițătorul transmite doar când simte canalul liber. În acel moment, el trimite un cadru RTS (Request To Send) și așteaptă răspunsul o perioadă, repetând cererea dacă trece un anumit timp. Destinatarul, dacă este liber, răspunde cu un CTS (Clear To Send). După primirea CTS, transmițătorul trimite cadrul de date, după care așteaptă confirmarea receptorului. Toate stațiile altele decât cele două și care primesc un RTS sau un CTS transmis de altcineva își iau o perioadă de așteptare în care nu transmit, pentru a evita coliziunea cu cadrele transmise de celelalte stații.

#### Funcția de coordonare punctuală
În cazul funcției de coordonare punctuală, există o așa-numită stație de bază, care poate fi un punct de acces IEEE 802.11, un ruter cu capabilități IEEE 802.11, sau un calculator cu interfață de rețea 802.11 configurată în modul de lucru master. Această funcție de coordonare se bazează pe ideea că stația de bază este cea care controlează accesul la mediu, acordând câte o cuantă de timp fiecărui dispozitiv conectat. În acest fel, întrucât stațiile transmit doar atunci când li se permite, sunt evitate coliziunile. Periodic, stația de bază emite un cadru-baliză (în engleză beacon frame) care conține setări privind conexiunea fizică (de exemplu, duratele de timp pentru saltul de la o frecvență la alta în cazul utilizării FHSS) și care cere stațiilor ce doresc să se conecteze să anunțe acest lucru. Stația de bază poate, de asemenea, în cazul în care poate păstra într-un buffer cadrele primite, să ceară unei stații conectate să treacă în stand-by și să o trezească atunci când aceasta a primit mai multe cadre.

#### Operarea mixtă
Cele două funcții, coordonarea punctuală și cea distribuită, nu sunt mutual exclusive, ele putând fi folosite simultan în aceeași rețea. Pentru aceasta, un cadru de confirmare (ACK) venit în urma transmiterii unui cadru de date este urmat de o perioadă de „liniște”, în care, după anumite perioade de timp, se pot trimite diferite alte tipuri de cadre (cadre baliză ale stației de bază, cadre RTS/CTS, sau cadre ce semnalează erori).

### Controlul logic al legăturii
Controlul logic al legăturii (în engleză Logical Link Control, LLC) este un subnivel al nivelului legătură de date din modelul OSI care se ocupă cu controlul fluxului datelor. La acest nivel se preiau pachetele de la protocoalele de nivel 3 (de exemplu, IP sau IPX) și se adaugă într-un antet LLC informații necesare la destinație pentru a decide cărui protocol sunt destinate pachetele respective.
Fiind independent de mediul de transmisie, LLC a fost standardizat de IEEE sub numele de IEEE 802.2, mult înainte de elaborarea standardului 802.11, fiind utilizat deja și în alte tehnologii de rețea din seria IEEE 802, cum ar fi Ethernet sau FDDI. Folosirea de către 802.11 a subnivelului LLC așa cum este el definit în standardul 802.2 a ajutat la îndeplinirea scopului de a realiza o tehnologie fără fir compatibilă cu Ethernet.

## Formatul cadrului
Există mai multe tipuri de cadre transmise în cadrul IEEE 802.11—cadre de confirmare, cadre RTS/CTS, cadre de date, cadre ce semnalează diverse erori, cadre de autentificare, asociere sau reasociere cadre baliză, cadre de căutare și răspuns la căutare. Ele sunt identificate în primul rând după primii doi octeți ai acestora, care formează antetul de control al cadrului. Semnificația fiecărui bit din acest antet este cea din tabelul următor:
| Câmp        | Dimensiune [biți] | Semnificație |
| ----------- | ----------------- | --- |
| Versiune    | 2                 | Specifică versiunea de MAC pe care o implementează acest cadru                                                                   |
| Tip         | 2                 | Identifică tipul cadrului: poate lua trei valori: cadru de date, cadru de control sau cadru de gestiune                          |
| Subtip      | 4                 | Identifică mai precis tipul de cadru. De exemplu, cadrele de control pot fi RTS, CTS sau confirmări.                             |
| Către DS    | 1                 | Arată direcția cadrului (dacă este de la stație spre sistemul de distribuție)                                                    |
| De la DS    | 1                 | Invers decât bitul anterior |
| MF          | 1                 | Semnalează faptul că acesta este un cadru multifragment                                                                          |
| Reîncercare | 1                 | Semnalează faptul că acest cadru este retransmis după un eșec                                                                    |
| Consum      | 1                 | Bit prin care stația de bază pune receptorul în așteptare sau îl trezește din starea de așteptare                                |
| Mai mult    | 1                 | Arată că transmițătorul mai are cadre de trimis receptorului                                                                     |
| WEP         | 1                 | Semnalizează criptarea prin metoda WEP                                                                                           |
| Ordine      | 1                 | Arată că acest cadru, împreună cu celelalte care au acest bit setat trebuie să fie preluate în ordinea în care au fost transmise |

Celelalte câmpuri ale cadrului sunt descrise astfel:
| Câmp               | Dimensiune [octeți] | Semnificație |
| ------------------ | ------------------- | --- |
| Controlul cadrului | 2                   | Fiecare bit are semnificația dată în tabelul de mai sus |
| Durată             | 2                   | Durata estimată de ocupare a canalului, antet folosit de cadrele de control (RTS/CTS). Acest antet este citit de stațiile terțe, pentru a ști cât timp să stea în așteptare atunci când detectează transmiterea lui.                                                     |
| Adresă 1           | 6                   | Există patru câmpuri de adresă. Primele două reprezintă, respectiv, adresa transmițătorului și cea a receptorului. Celelalte sunt folosite în cazul comunicației între celule diferite ale aceleiași rețele—fiind respectiv adresa celulei sursă și a celulei destinație |
| Adresă 2           | 6                   | Există patru câmpuri de adresă. Primele două reprezintă, respectiv, adresa transmițătorului și cea a receptorului. Celelalte sunt folosite în cazul comunicației între celule diferite ale aceleiași rețele—fiind respectiv adresa celulei sursă și a celulei destinație |
| Adresă 3           | 6                   | Există patru câmpuri de adresă. Primele două reprezintă, respectiv, adresa transmițătorului și cea a receptorului. Celelalte sunt folosite în cazul comunicației între celule diferite ale aceleiași rețele—fiind respectiv adresa celulei sursă și a celulei destinație |
| Secvență           | 2                   | Reprezintă numărul de secvență (primii 12 biți) și numărul de fragment (ultimii patru biți) |
| Adresă 4           | 6                   | A patra adresă |
| Date               | 0–2312              | În cazul cadrelor de gestiune și al cadrelor de date, aici stă încărcătura informațională a cadrului. |
| Suma de control    | 4                   | Folosită pentru a asigura integritatea datelor. Se calculează cu ajutorul CRC (în caz de transmisie necriptată sau criptată cu WEP), algoritmului Michael (în cazul WPA) sau CCMP (în cazul WPA2)                                                                        |

Fiecare cadru poate conține maxim 2304 octeți de date utile, dimensiunea minimă a câmpului de date fiind de 2312 octeți, pentru a face loc posibilului overhead al WEP. Nu toate cadrele folosesc toate câmpurile. De exemplu, cadrele de control nu folosesc adresele 3 și 4, nici secvența și nici datele.

## Securitatea
Spre deosebire de Ethernet, mediul de transmisie aduce probleme de securitate suplimentară. Dacă în Ethernet, accesul la cablu se putea restricționa prin ascunderea sau asigurarea zonelor prin care trece acesta, undele radio sunt mult mai dificil de controlat. Există mecanisme de bruiaj, care generează un zgomot electromagnetic ce acoperă frecvențele folosite de rețelele 802.11, dar acestea nu pot funcționa perfect, fără a afecta comunicațiile legitime sau fără a lăsa breșe prin care se poate obține acces în rețea. Cum la nivel fizic securitatea este dificil de asigurat, pentru obținerea unui nivel de securitate acceptabil este obligatorie criptarea datelor și controlul accesului la nivelele superioare celui fizic. 

### Tehnici simple de control al accesului
Accesul la rețea se poate controla și prin unele tehnici simple, care pot avea un succes limitat, dar suficient pentru a îndepărta unele intruziuni ocazionale.
O astfel de tehnică este configurarea punctului de acces așa încât să nu-și transmită public SSID-ul. SSID-ul (din engleză Service Set IDentifier) reprezintă un nume pe care un punct de acces îl transmite periodic pentru a își face cunoscută prezența stațiilor ce doresc să intre în rețea. Oprirea transmiterii acestui semnal ascunde prezența rețelei față de un potențial atacator superficial, permițând totuși stațiilor care cunosc SSID-ul punctului de acces să se conecteze la rețea. Această soluție nu este una de natură să protejeze sistemul de accesul unor intruși mai riguroși, deoarece interceptarea cadrelor transmise în rețea între punctul de acces și stațiile conectate poate oferi informația necesară pentru accesarea rețelei.
O altă tehnică la fel de simplă, dar la fel de ineficientă, este filtrarea adreselor MAC. Ca și în Ethernet, dispozitivele de acces la rețea sunt identificate în mod unic de o adresă fizică (denumită și adresă MAC). Un punct de acces poate fi configurat să nu permită accesul în rețea decât stațiilor care au una dintr-o listă finită de adrese MAC. Prin aceeași tehnică de ascultare a traficului legitim din rețea, însă, un intrus poate afla adresa MAC a unei stații legitime, falsificând apoi această adresă și obținând accesul, pretinzând că este respectiva stație.

### Tabel comparații între diverse protocoale și cadre de criptare
Sunt 4 protocoale de criptare WEP, WPA, WPA2 și WPA3. Însă, EAP (Extensible Authentication Protocol) nu este un protocol de criptare în sine, ci un cadru de autentificare utilizat în conexiunile de rețea și internet. EAP poate fi utilizat în combinație cu diferite protocoale de securitate Wi-Fi, WPA, WPA2, inclusiv WPA3. De exemplu, în rețelele WPA3-Enterprise, autentificarea utilizatorilor se realizează prin intermediul EAP, care permite autentificarea prin servere RADIUS. Prin urmare, EAP și WPA3 pot funcționa împreună pentru a asigura o securitate mai bună în rețelele Wi-Fi.
| Protocol de criptare | An   | Tip de Criptare                             | Caracteristici Cheie                                                                                              | Compatibilitate Wi-Fi minim |
| -------------------- | ---- | ------------------------------------------- | --- | --------------------------- |
| WEP                  | 1997 | Simetrică (64/128 biți)                     | Criptare statică. Vulnerabil la atacuri și spargere a cheilor.                                                    | Wi-Fi 802.11b/g             |
| WPA                  | 2003 | TKIP (Temporal Key Integrity Protocol)      | Schimbarea cheii la fiecare pachet. Verificare a integrității mesajelor.                                          | Wi-Fi 802.11b/g             |
| WPA2                 | 2004 | AES (Advanced Encryption Standard)          | Criptare mai puternică. Autentificare robustă. Protecție împotriva atacurilor de tip offline.                     | Wi-Fi 802.11a/b/g/n/ac      |
| WPA3                 | 2018 | SAE (Simultaneous Authentication of Equals) | Autentificare mai sigură. Criptare individuală pentru fiecare pachet. Protecție împotriva atacurilor brute force. | Wi-Fi 802.11ax (Wi-Fi 6)    |

### WEP

Pașii autentificării WEP:
1. Stația (STA) trimite o cerere de autentificare.
2. Punctul de acces (AP) generează un nonce și îl trimite stației.
3. Stația criptează nonce-ul cu cheia secretă comună și îl trimite înapoi punctului de acces.
4. Punctul de acces compară datele criptate primite cu cele așteptate și apoi trimite înapoi cadrul de autentificare cu rezultatul.

Prima tehnică de criptare a cadrelor la nivelul legătură de date a fost WEP (Wired Equivalent Privacy), numele sugerând că a fost gândită cu scopul de a obține o securitate a legăturii de date echivalentă cu cea a unei rețele Ethernet. Această tehnică fost folosită din 1997 până când a fost spartă în 2001 și a încetat să mai fie considerată sigură din 2005 odată cu publicarea standardului de securitate IEEE 802.11i.
WEP folosea algoritmul RC4, cu o cheie constantă de-a lungul transmisiunii, în variantele pe 64 de biți (cheie de 40 de biți și vector de inițializare de 24) sau de 128 de biți (cheie de 104 biți și vector de inițializare de 24), controlul integrității datelor realizându-se printr-o sumă de control CRC. În modul de lucru cel mai sigur, cel cu cheie partajată, autentificarea stațiilor se făcea printr-un mecanism de challenge: după ce o stație anunță că dorește să se autentifice, punctul de acces alege aleator un text clar și îl trimite stației; Stația criptează textul primit și îl trimite înapoi punctului de acces; punctul de acces decriptează mesajul și îl compară cu cel trimis inițial, permițând sau respingând accesul în consecință. După permiterea accesului, transmisia cadrelor se face criptat cu cheia rețelei.
O demonstrație a spargerii WEP a fost publicată în august 2001 de Scott Fluhrer, Itsik Mantin și Adi Shamir, care au arătat slăbiciuni în planificarea cheilor din algoritmul RC4, slăbiciuni care permit atacuri în timp liniar asupra transmisiunilor care îl folosesc, pe baza lucrării prezentate cu o lună înainte, la conferința ACM din 2001, de către Nikita Borisov, Ian Goldberg și David Wagner. Ulterior, aplicații practice au demonstrat că atacul Fluhrer-Mantin-Shamir este ușor realizabil practic. La nivelul anilor 2005, o criptanaliză WEP cu unelte disponibile public necesită un timp de ordinul minutelor, atacuri îmbunătățite reușind de atunci și în mai puțin de un minut.

### WPA și WPA2
Ca răspuns la spargerea WEP, Wi-Fi Alliance a produs în 2003 specificația WPA (Wi-Fi Protected Access), în care a adresat problemele primare ale WEP. În WPA, s-a păstrat algoritmul de criptare simetrică RC4, dar s-a introdus în schimb TKIP (Temporary Key Integrity Protocol), o tehnică de schimbare a cheii de criptare pe parcursul sesiunii de lucru și s-a înlocuit suma de control CRC-32 din WEP cu algoritmul Michael, deoarece cu CRC recalcularea sumei de control unui cadru alterat nu necesita cunoașterea cheii de criptare.
IEEE a preluat specificația WPA și a elaborat în 2004 pe baza ei standardul IEEE 802.11i, standard care stabilește o politică de criptare cunoscută sub numele de WPA2. În WPA2, algoritmul de criptare RC4 este înlocuit și el cu mai puternicul algoritm AES, iar suma de control a cadrului este calculată cu ajutorul CCMP, un cod mai sigur decât CRC și decât algoritmul Michael.
WPA și WPA2 pot funcționa în două moduri distincte. Cel mai simplu dintre acestea, folosit în general la rețele personale (casnice sau ale unor firme mici), presupune configurarea stațiilor cu ajutorul unei parole de acces, parolă din care se calculează cheile de criptare cu ajutorul funcției PBKDF (Password-Based Key Derivation Function). În celălalt mod, WPA2 autentifică stațiile de lucru cu ajutorul unui server RADIUS.

### WPA3
WPA3 (Wi-Fi Protected Access 3) este un protocol de criptare Wi-Fi de ultimă generație, dezvoltat de Wi-Fi Alliance și lansat în 2018. Acesta aduce îmbunătățiri semnificative în securitatea rețelelor Wi-Fi. Majoritatea dispozitivelor moderne suportă WPA3, iar utilizarea sa este recomandată pentru a asigura o securitate mai bună a rețelelor Wi-Fi. Câteva aspecte cheie despre WPA3:
- Autentificare mai sigură:WPA3 utilizează Simultaneous Authentication of Equals (SAE), care oferă o metodă mai robustă de autentificare în comparație cu WPA2. SAE previne atacurile de tip brute force asupra parolelor și oferă o protecție mai bună împotriva atacurilor de tip offline.
- Criptare mai puternică: WPA3 utilizează cripater de 128 de biți pentru traficul de date în modul WPA3-Personal (192 de biți în modul WPA3-Enterprise). Asigură confidențialitatea și integritatea datelor transmise între dispozitive.
- Configurare mai ușoară: WPA3 simplifică procesul de configurare pentru dispozitivele fără interfață de vizualizare. Îmbunătățește securitatea în timpul schimbului inițial de chei (parolă Wi-Fi).

## Implementări hardware

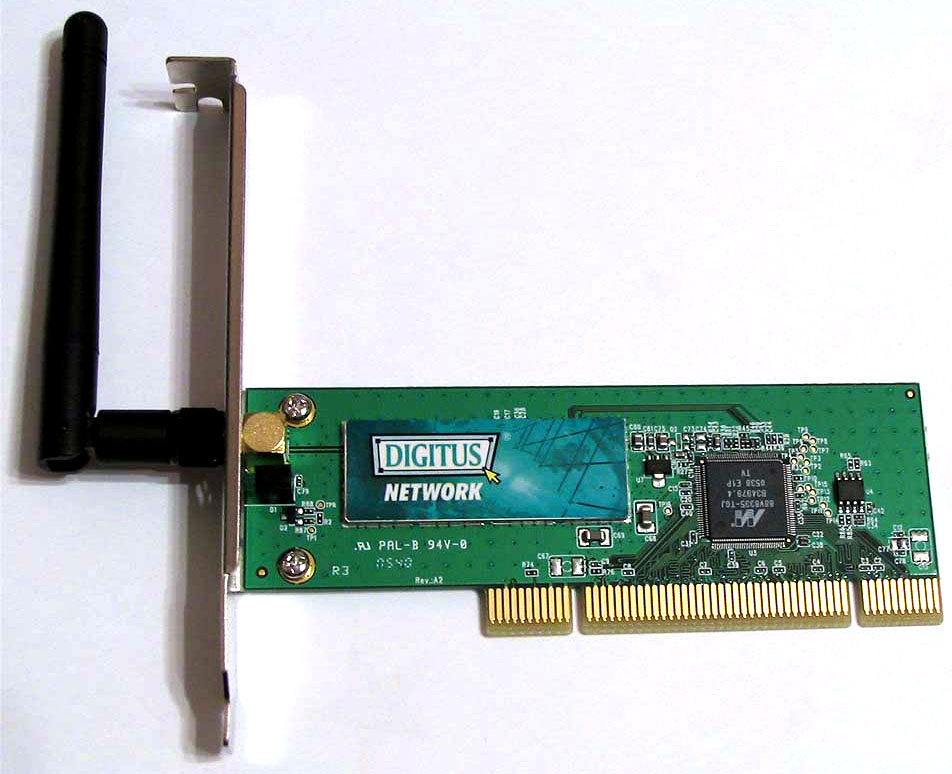
O interfață Wi-Fi PCI, cu o mică antenă. După montare, antena rămâne în afara carcasei calculatorului.

În general, dispozitivul necesar pentru realizarea unei rețele 802.11 este interfața de rețea prezentă pentru dispozitivele ce trebuie conectate. Se fabrică interfețe de rețea 802.11 PCI și miniPCI (pentru laptopuri), dar și dispozitive USB sau PCMCIA. Multe laptopuri au interfața de rețea integrată, ca și multe PDA-uri și smartphone-uri. Folosind aceste dispozitive, se poate realiza o conexiune peer-to-peer, cu funcție de coordonare distribuită pentru controlul accesului la mediu.

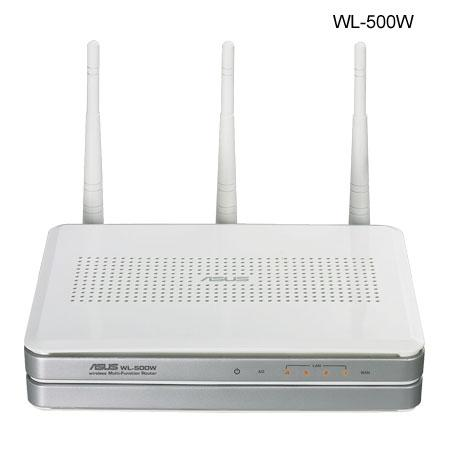
Un ruter IEEE 802.11 cu trei antene pentru utilizatori casnici

De asemenea, există puncte de acces wireless, dispozitive care fac conexiunea la nivelul legătură de date între o rețea cablată și una fără fir, controlând accesul la mediu prin funcția de coordonare punctuală. Mai multe puncte de acces coordonate între ele pot fi folosite pentru a acoperi o suprafață mai mare. Punțile sunt dispozitive similare punctelor de acces, ele fiind folosite în general pentru stabilirea unei conexiuni fără fir între două rețele cablate—lucru necesar în cazul în care nu se poate sau nu este practic să se întindă un cablu între cele două rețele, cum ar fi cazul între două clădiri aflate pe părți diferite ale unei străzi.
Mulți producători de echipamente comercializează dispozitive care combină un ruter cu un switch Ethernet și, eventual, cu un modem ADSL într-un sistem care oferă soluții accesibile pentru crearea și administrarea unei rețele casnice. Acestea sunt de cele mai multe ori furnizate împreună cu un firmware configurabil ce poate realiza NAT, firewalling sau control al ratei de transfer și poate funcționa ca server DNS și DHCP; în locul firmware-ului dedicat, se pot folosi sisteme de operare multiplatformă pentru astfel de rutere, cum ar fi DD-WRT, un sistem bazat pe nucleul Linux. Unele astfel de dispozitive pot avea și porturi USB, și pot astfel funcționa ca print-servere (împreună cu o imprimantă USB) sau ca servere de fișiere (împreună cu unități de stocare USB).

## Limitări
Rețelele Wi-Fi oferă rate de transfer mari pe distanțe mici, fiind una dintre cele mai rapide rețele fără fir, dar și cea care oferă cea mai mică mobilitate—Bluetooth este și ea o tehnologie fără fir gândită pentru acces pe distanțe și mai mici, de ordinul a câțiva metri, dar care oferă aceleași rate de transfer, avantajul ei constând într-o mai mare economie de energie. Pentru mărirea ariei de acoperire, IEEE a standardizat tehnologia WiMAX, pentru rețele metropolitane fără fir (IEEE 802.16). Întrucât echipamentele pentru WiMAX sunt însă costisitoare, Intel a dezvoltat o tehnologie de conexiune fără fir bazată pe standardele 802.11 cu dirijarea undelor, și care poate asigura legătura între două puncte aflate la distanțe de ordinul sutelor de kilometri, costul echipamentelor fiind cu două ordine de mărime mai mici decât cele ale punctelor de acces 802.16 (WiMAX).

### Rata de transfer

Grafic al ariilor de acoperire ale diferitelor tehnologii fără fir. Wi-Fi oferă rate de transfer mari pe distanțe mici (rețele locale). Rețelele WiMAX sunt o tehnologie pentru rețele metropolitane. GSM/GPRS sunt rețele cu arie mare de acoperire, dar care oferă rate de transfer de câțiva kilobiți pe secundă.

Ratele de transfer ale standardului 802.11 au fost, la început (anii 1997-1999), de ordinul megabiților pe secundă, într-o perioadă în care rețelele Ethernet, cablate, ofereau rate de ordinul zecilor și sutelor de megabiți pe secundă. În anul 2012, sunt disponibile pe scară largă echipamente Ethernet Gigabit, apărând chiar și echipamente ce transferă date prin cablu la 10 Gbps, în timp ce rețelele 802.11g ating rate de transfer de 54 Mbps, iar standardul 802.11n a fost proiectat să atingă 600 Mbps. Standardele mai noi, precum 802.11ac și 802.11ax au fost proiectate să atingă rate de transfer de până la 7 Gbps respectiv 10 Gbps. Din punctul de vedere al ratei de transfer, din cauza caracteristicilor adesea imprevizibile ale mediului, cum ar fi zgomote electromagnetice provenite din diverse surse (alte dispozitive ce folosesc aceeași bandă, cum ar fi Bluetooth sau cuptoarele cu microunde) sau fenomene atmosferice (ceață, fenomene electrice și electrostatice), rețelele Wi-Fi rămân în urma celor cablate. Totuși, rețelele 802.11 sunt cele mai rapide rețele fără fir, singurele care se pot compara ca rată de transfer cu rețelele locale cablate.

### Aria de acoperire
O limitare importantă a rețelelor Wi-Fi o constituie aria de acoperire. Ea depinde mult de capabilitățile antenelor dispozitivelor și de topografia particulară a zonei pe care urmărește rețeaua să o acopere. Plantele absorb radiațiile electromagnetice, și astfel instalarea unei rețele într-o zonă împădurită (cum ar fi un parc) limitează aria de acoperire a acesteia. Pereții de beton reflectă puternic undele radio, instalarea unei rețele într-o clădire aducând astfel limitarea numărului de camere ce poate fi acoperit de o singură celulă. În interiorul clădirilor, un punct de acces cu o antenă de dimensiuni mici și un preț accesibil poate acoperi o rază de aproximativ 32 m, iar în exterior, același punct de acces poate ajunge la 95 m. Aria de acoperire poate fi și mai restrânsă în cazul folosirii benzii de 5 GHz în locul celei de 2,4 GHz (mai zgomotoasă, dar în care se poate acoperi o arie mai mare). Transmisiunea la cea mai mare distanță cu ajutorul unor dispozitive Wi-Fi a fost realizată, folosind antene puternice și semnale direcționate, de Ermanno Pietrosemoli de la Escuela Latinoamerica de Redes, care a transferat 3 MB de date între vârfurile El Aguila și Platillon din Venezuela, aflate la o distanță de 382 km.

### Canalele

Repartizarea canalelor în banda de

În Japonia, Wi-Fi folosește 14 canale ale benzii de 2,4 GHz, în Statele Unite 11 iar în Europa 13. În zonele unde acționează mai multe puncte de acces, acestea se pot interfera, deoarece benzile nu sunt complet separate. Doar trei canale (1, 6 și 11 în SUA, mai multe combinații în Europa și Japonia) pot fi complet separate, în condițiile în care toate punctele de acces dintr-o zonă folosesc doar IEEE 802.11g, fără posibilitatea de a recurge la 802.11b în caz de condiții dificile. În Uniunea Europeană, puterea radiată izotrop echivalentă maximă este de 100 mW (20 dBm).

#### Canalele de pe banda de 2.4, 5 și 6 GHz
Un tabel cu canalele și intervalele pentru fiecare canal pe banda de frecvență 2,4 GHz pentru Romania. Interval total pentru toată banda: 2,401-2,478 GHz.
| Identificator canal pe banda de 2.4GHz | Interval de frecvență pentru canal (GHz) |
| -------------------------------------- | ---------------------------------------- |
| 1                                      | 2,401 - 2,423                            |
| 2                                      | 2,406 - 2,428                            |
| 3                                      | 2,411 - 2,433                            |
| 4                                      | 2,416 - 2,438                            |
| 5                                      | 2,421 - 2,443                            |
| 6                                      | 2,426 - 2,448                            |
| 7                                      | 2,431 - 2,453                            |
| 8                                      | 2,436 - 2,458                            |
| 9                                      | 2,441 - 2,463                            |
| 10                                     | 2,446 - 2,468                            |
| 11                                     | 2,451 - 2,473                            |
| 12                                     | 2,456 - 2,478                            |
| 13                                     | 2,461 - 2,483                            |
| 14                                     | 2,484 - 2,495                            |

Un tabel cu canalele și intervalele pentru fiecare canal pe banda de frecvență 5 GHz, împreună cu notarea dacă sunt canale DFS (Dynamic Frequency Selection). Interval pentru toată banda 5,18-5,34GHz și 5,5-5,825GHz. Canalele DFS sunt cele care pot fi utilizate, dar cu restricții, deoarece pot interfera cu alte servicii radar sau de comunicații. Canalele fără DFS pot fi utilizate fără restricții.
| Identificator canal pentru banda 5GHz | Interval de frecvențe pentru canal (GHz) | DFS |
| ------------------------------------- | ---------------------------------------- | --- |
| 36                                    | 5,180–5,200                              | Da  |
| 40                                    | 5,200–5,220                              | Da  |
| 44                                    | 5,220–5,240                              | Da  |
| 48                                    | 5,240–5,260                              | Da  |
| 52                                    | 5,260–5,280                              | Da  |
| 56                                    | 5,280–5,300                              | Da  |
| 60                                    | 5,300–5,320                              | Da  |
| 64                                    | 5,320–5,340                              | Da  |
| 100                                   | 5,500–5,520                              | Da  |
| 104                                   | 5,520–5,540                              | Da  |
| 108                                   | 5,540–5,560                              | Da  |
| 112                                   | 5,560–5,580                              | Da  |
| 116                                   | 5,580–5,600                              | Da  |
| 120                                   | 5,600–5,620                              | Da  |
| 124                                   | 5,620–5,640                              | Da  |
| 128                                   | 5,640–5,660                              | Da  |
| 132                                   | 5,660–5,680                              | Da  |
| 136                                   | 5,680–5,700                              | Da  |
| 140                                   | 5,700–5,720                              | Da  |
| 144                                   | 5,720–5,745                              | Da  |
| 149                                   | 5,745–5,765                              | Nu  |
| 153                                   | 5,765–5,785                              | Nu  |
| 157                                   | 5,785–5,805                              | Nu  |
| 161                                   | 5,805–5,825                              | Nu  |

Un tabel cu canalele și intervalele pentru fiecare canal pe banda de frecvență 6 GHz, împreună cu notarea dacă sunt canale DFS (Dynamic Frequency Selection). Interval pentru toată banda: 5,925-6,165GHz. Canalele DFS sunt cele care pot fi utilizate, dar cu restricții, deoarece pot interfera cu alte servicii radar sau de comunicații. Canalele fără DFS pot fi utilizate fără restricții.
| Identificator canal pe 6GHz | Interval de frecvență canal (GHz) | Canale DFS |
| --------------------------- | --------------------------------- | ---------- |
| 1                           | 5.925 - 5.945 GHz                 | Da         |
| 2                           | 5.945 - 5.965 GHz                 | Da         |
| 3                           | 5.965 - 5.985 GHz                 | Da         |
| 4                           | 5.985 - 6.005 GHz                 | Da         |
| 5                           | 6.005 - 6.025 GHz                 | Da         |
| 6                           | 6.025 - 6.045 GHz                 | Nu         |
| 7                           | 6.045 - 6.065 GHz                 | Nu         |
| 8                           | 6.065 - 6.085 GHz                 | Nu         |
| 9                           | 6.085 - 6.105 GHz                 | Nu         |
| 10                          | 6.105 - 6.125 GHz                 | Nu         |
| 11                          | 6.125 - 6.145 GHz                 | Nu         |
| 12                          | 6.145 - 6.165 GHz                 | Nu         |

### Consumul energetic
Durata acumulatorilor (bateriilor) stațiilor mobile reprezintă și ea o limitare. Acumulatorul unui PDA, care în mod normal ar funcționa mai multe zile, se poate descărca în câteva ore dacă i se lasă radioul Wi-Fi pornit. Laptop-urile dotate cu adaptor IEEE-802.11 sunt prevăzute și cu un buton de oprire a emițătorului radio Wi-Fi, pentru a evita descărcarea acumulatorului atunci când nu se folosește rețeaua fără fir.

## Probleme de sănătate
Organizația Mondială a Sănătății (OMS) spune că „nu sunt prezentate efecte asupra sănătății de la expunerea la câmpurile RF de la stațiile de bază și rețelele fără fir”, dar observă că acestea promovează cercetarea efectelor din alte surse RF.
Agenția pentru Protecția Sănătății din Regatul Unit a raportat în 2007 că expunerea la Wi-Fi timp de un an are ca rezultat „aceeași cantitate de radiații de la un apel telefonic de 20 de minute”
O revizuire a studiilor care au implicat 725 de persoane care au susținut hipersensibilitate electromagnetică, sugerează că „hipersensibilitatea electromagnetică” nu are legătură cu prezența unui EMF, deși sunt necesare mai multe cercetări asupra acestui fenomen.”

## Vezi și
- Li-Fi
- Bluetooth